# Georges se débrouille
Pour plus de détails, voir Fiche technique et Distribution.
Georges se débrouille (Let George Do It!) est un film britannique réalisé par Marcel Varnel, sorti en 1940.

## Synopsis
À Bergen, en Norvège, un espion britannique, qui agit sous couverture comme musicien, est tué lors d'un spectacle. En fait les services secrets britanniques pensent qu'il était un agent double travaillant pour les nazis et donnant des informations aux sous-marins allemands sur les navires marchands en utilisant un code lié à la musique de l'orchestre auquel il appartenait, musique qui passait à la radio.
En Angleterre, un autre agent est désigné pour le remplacer. Mais, pendant un black-out à la gare de Douvres, George Hepplewhite, un joueur de ukulélé, est pris pour l'espion et envoyé à Bergen à sa place.
Finalement, il arrivera à démasquer le réseau ennemi.

## Fiche technique
Sauf indication contraire, les informations mentionnées dans cette section peuvent être confirmées par la base de données cinématographiques IMDb,  présente dans la section « Liens externes ».
- Titre original : Let George Do It!
- Titre anglais alternatif : To Hell With Hitler (États-Unis)
- Titre français : Georges se débrouille
- Réalisation : Marcel Varnel
- Scénario : Angus MacPhail, Basil Dearden, John Dighton, Austin Melford
- Musique et paroles : Fred E. Cliffe, George Formby, Harry Gifford, Eddie Latta
  - Musique additionnelle : Ernest Irving
  - Direction musicale : Harry Bidgood, Ernest Irving
- Direction artistique : Wilfred Shingleton
- Photographie : Ronald Neame
- Son : Eric Williams
- Montage : Ray Pitt
- Production : Michael Balcon
  - Production associée : Basil Dearden
- Société de production : Associated Talking Pictures, Ealing Studios
- Société de distribution : Associated British Film Distributors
- Pays de production :  Royaume-Uni
- Langue originale : anglais
- Format : noir et blanc  — 35 mm — 1,37:1 — son mono
- Genre : comédie d'espionnage
- Durée : 82 minutes
- Dates de sortie : 
  - Royaume-Uni : 17 juillet 1940
  - États-Unis : 13 octobre 1940
  - Belgique : 1er mars 1946
  - France : 4 mars 1949

## Distribution
Sauf indication contraire, les informations mentionnées dans cette section peuvent être confirmées par la base de données cinématographiques IMDb,  présente dans la section « Liens externes ».
- George Formby : George Hepplewhite
- Phyllis Calvert : Mary Wilson
- Garry Marsh : Mark Mendez
- Romney Brent : Slim Selwyn
- Bernard Lee : Oscar
- Coral Browne : Iris
- Helena Pickard : la femme d'Oscar
- Percy Walsh : Schwartz
- Diana Beaumont : Greta
- Torin Thatcher : le commandant du sous-marin
- Donald Calthrop : Frederick Strickland
- Hal Gordon : Alf Arbuckle